# Seznam vrcholů v Západních Tatrách

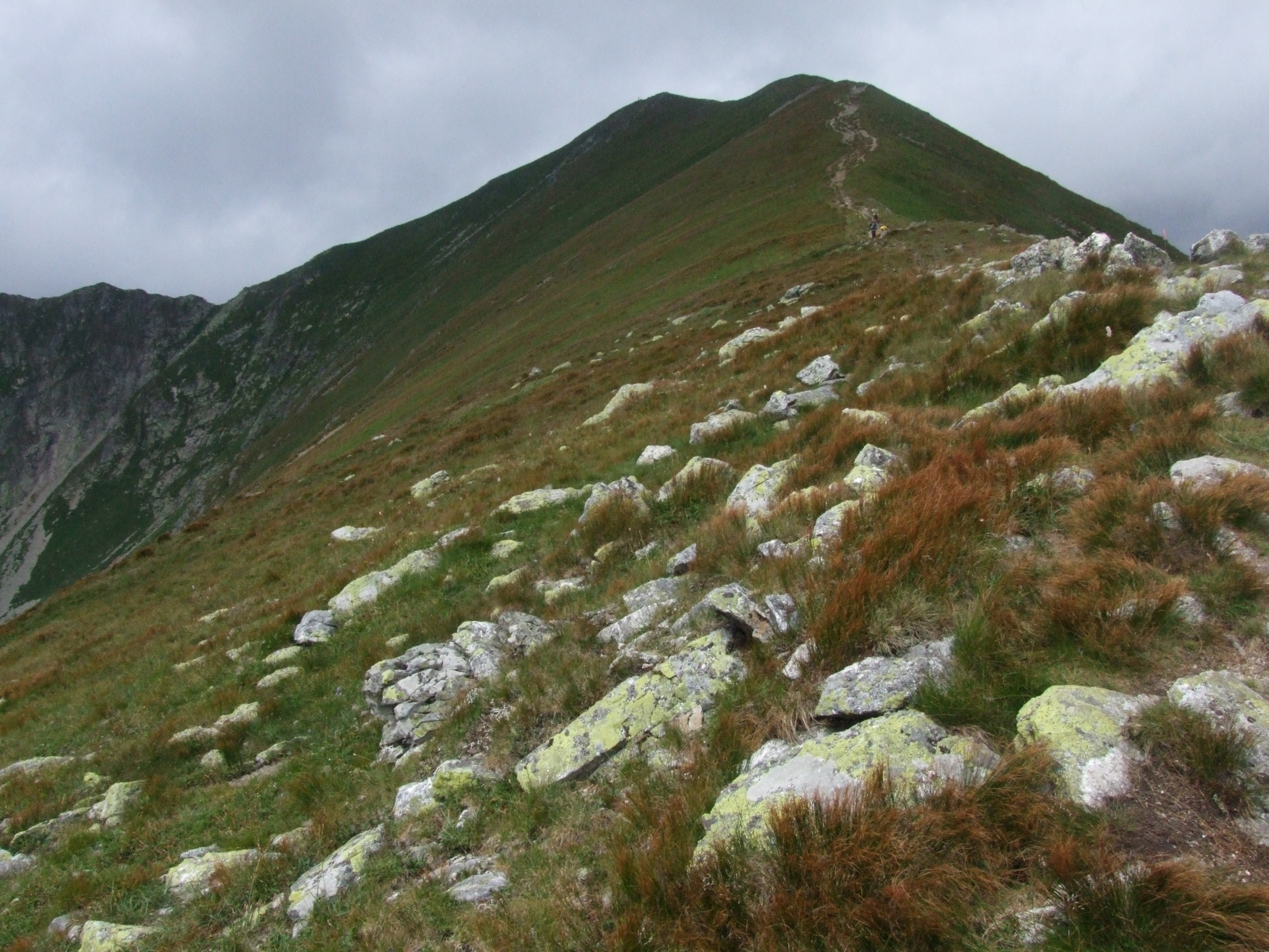
Bystrá (2248 m)

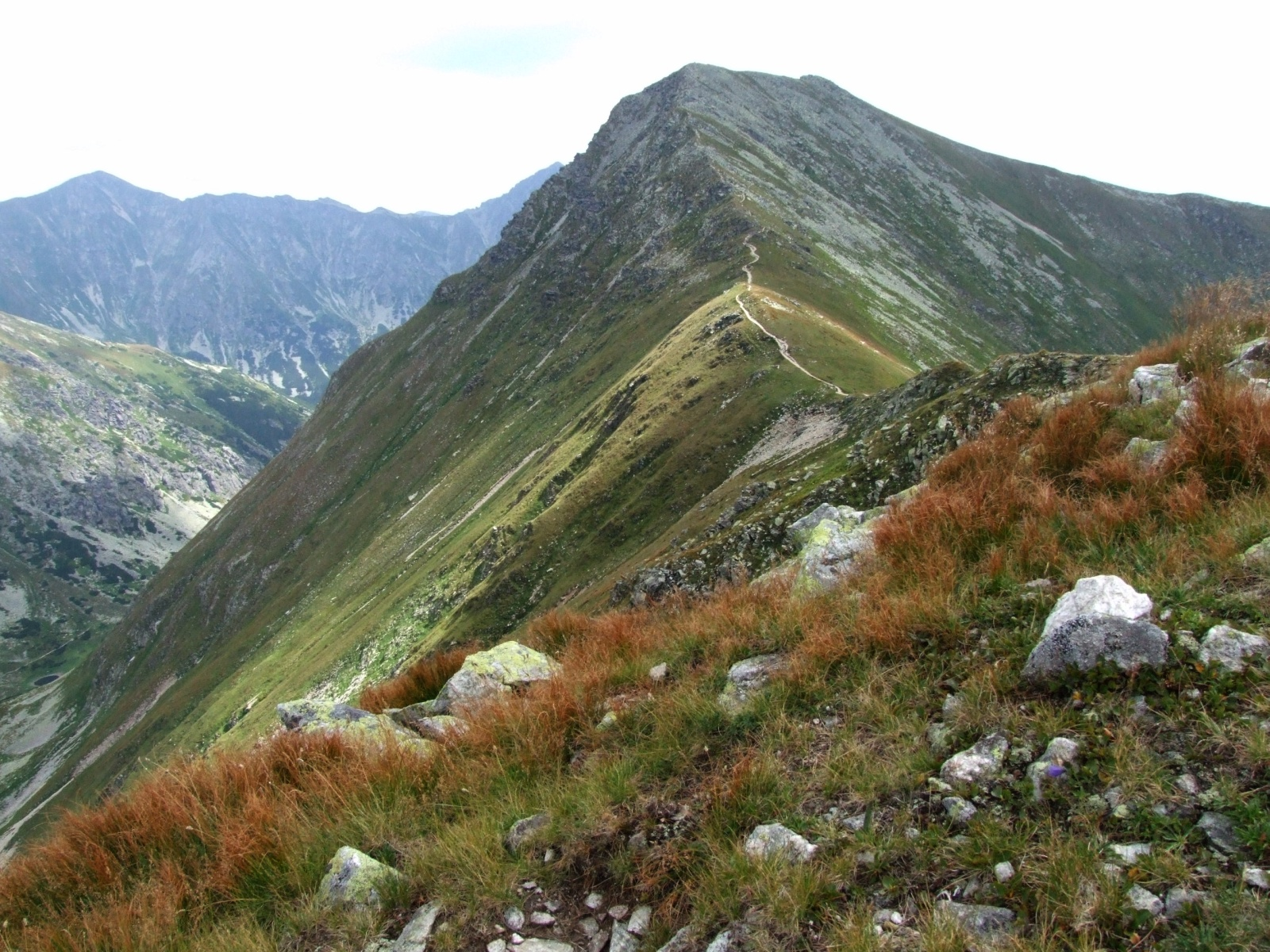
Jakubiná (2194 m)

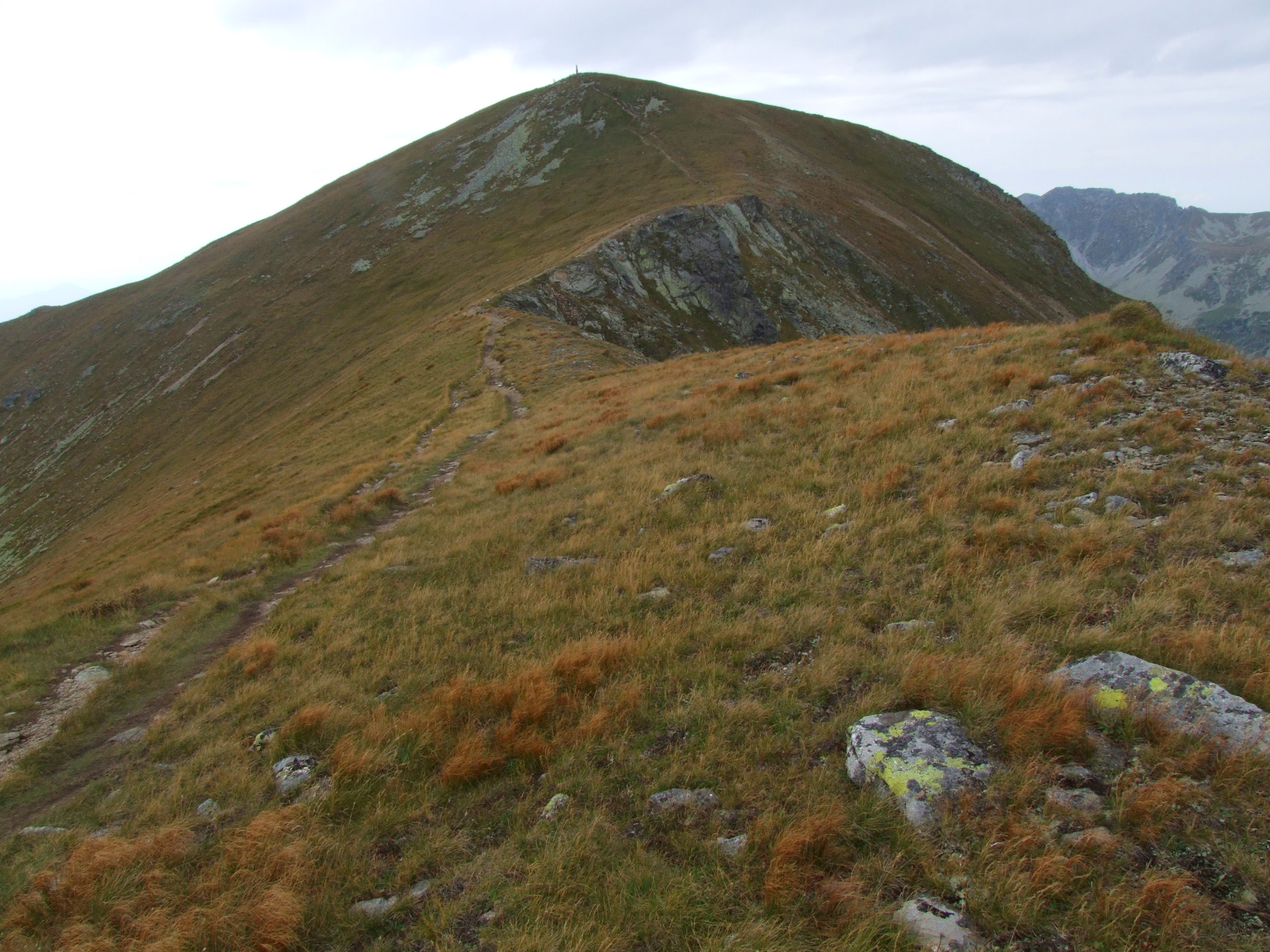
Baranec (2184 m)

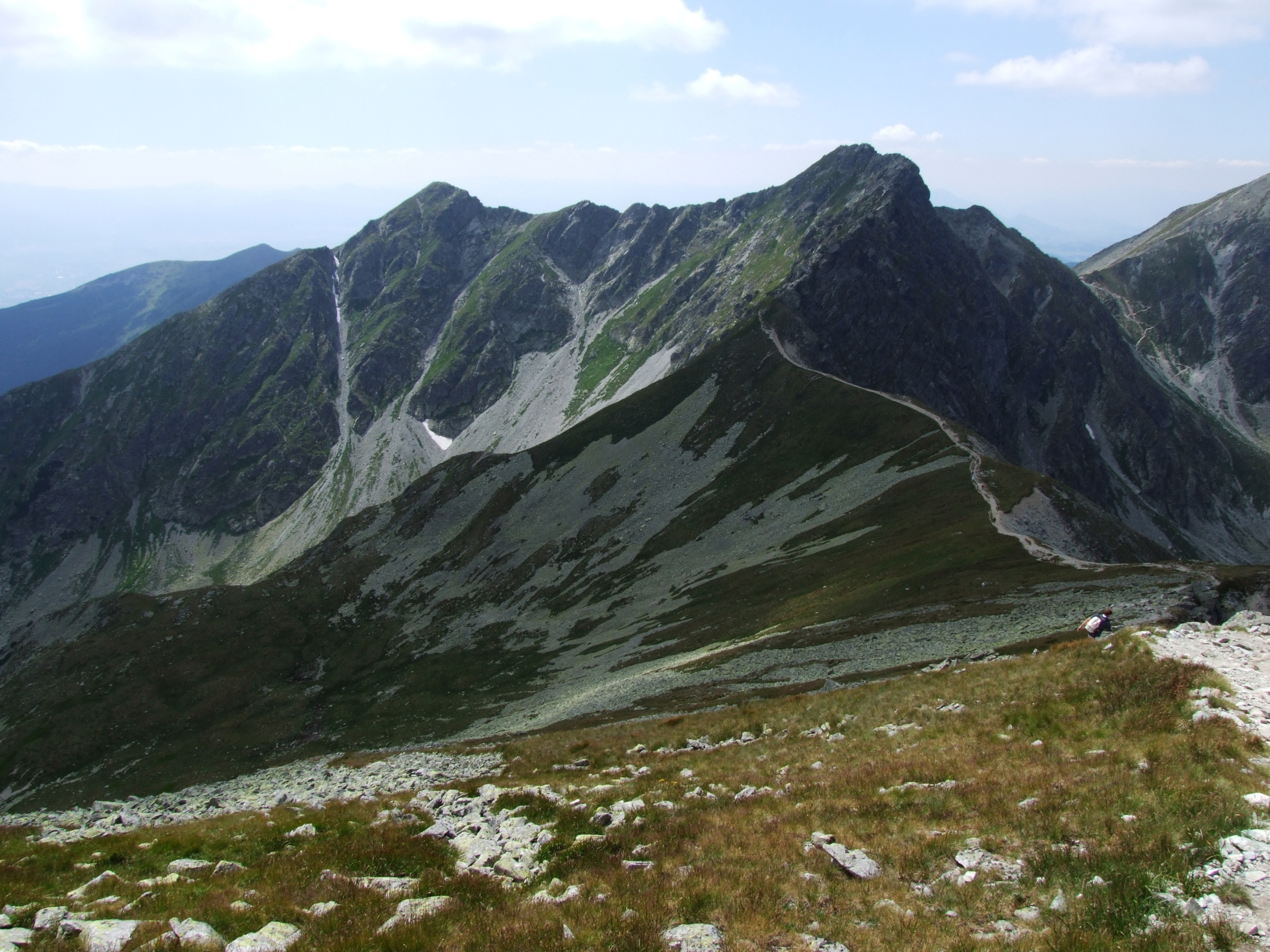
Baníkov (2178 m)

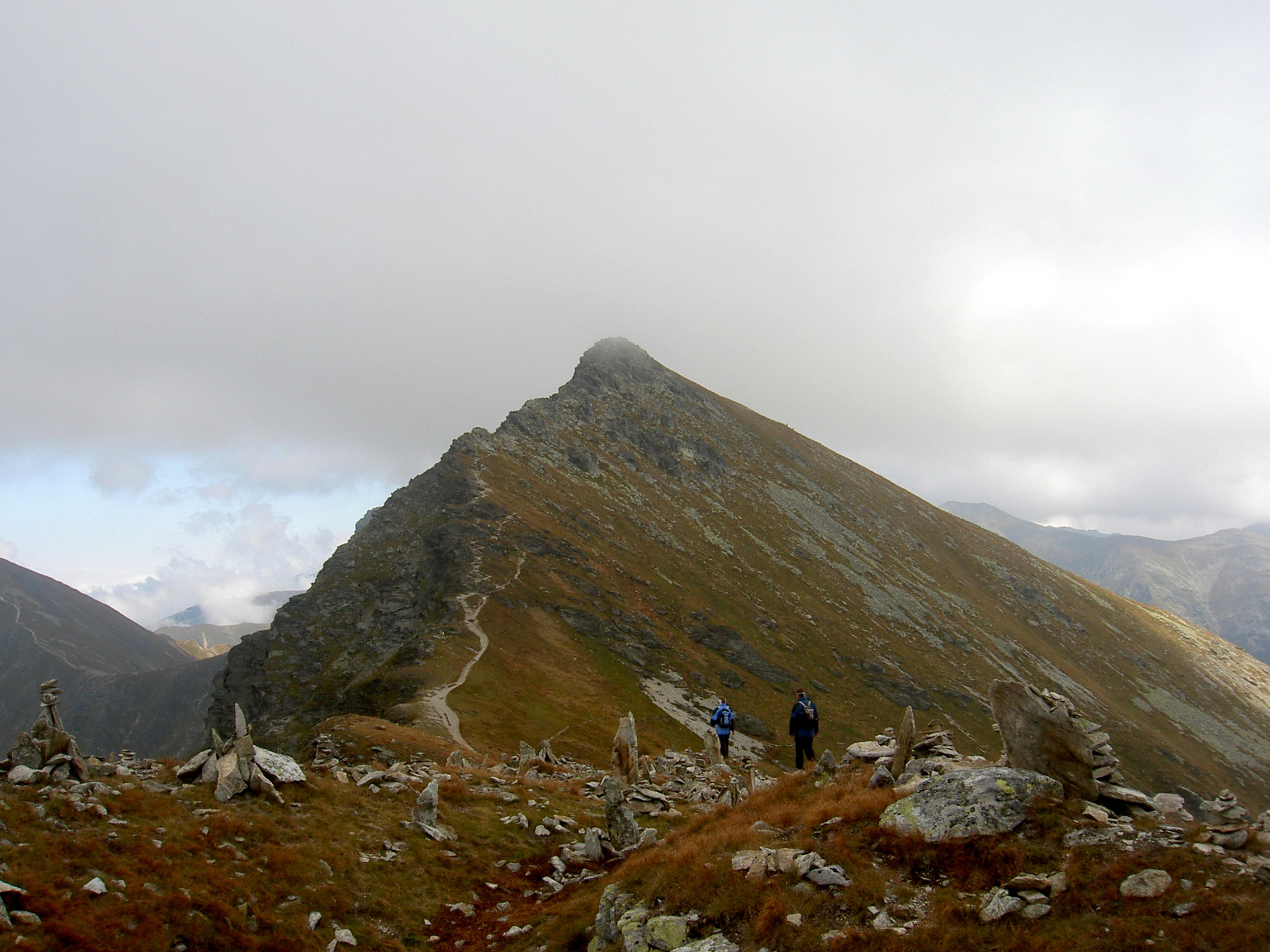
Plačlivé (2125 m)

Seznam vrcholů v Západních Tatrách zahrnuje pojmenované západotatranské vrcholy s nadmořskou výškou nad 2000 m. Seznam vychází z článku Roháče (Západní Tatry) uveřejněném na stránkách Treking.cz. Některé další údaje (prominence, souřadnice, přístup) byly doplněny podle map dostupných na webu Hiking.sk.

## Seznam vrcholů
| #   | Vrchol          | Výška  | Promi- nence | Souřadnice                       | Okrsek          | Stát    | Přístup                                              |
| --- | --------------- | ------ | ------------ | -------------------------------- | --------------- | ------- | ---------------------------------------------------- |
| 1.  | Bystrá          | 2248 m | 562 m        | 49°11′19″ s. š., 19°50′33″ v. d. | Liptovské Tatry | SK      | žlutá turistická značka · modrá turistická značka    |
| 2.  | Jakubiná        | 2194 m | 256 m        | 49°11′37″ s. š., 19°48′05″ v. d. | Liptovské Tatry | SK      | zelená turistická značka                             |
| 3.  | Baranec         | 2184 m | 362 m        | 49°10′24″ s. š., 19°44′27″ v. d. | Liptovské Tatry | SK      | zelená turistická značka · žlutá turistická značka   |
| 4.  | Baníkov         | 2178 m | 261 m        | 49°11′53″ s. š., 19°42′39″ v. d. | Roháče          | SK      | červená turistická značka · zelená turistická značka |
| 5.  | Klin            | 2173 m | 219 m        | 49°11′58″ s. š., 19°49′15″ v. d. | Liptovské Tatry | SK / PL | červená turistická značka                            |
| 6.  | Blyšť           | 2169 m | 005 m        | 49°11′34″ s. š., 19°50′28″ v. d. | Liptovské Tatry | SK / PL | červená turistická značka                            |
| 7.  | Pachoľa         | 2167 m | 127 m        | 49°12′05″ s. š., 19°42′08″ v. d. | Roháče          | SK      | červená turistická značka                            |
| 8.  | Hrubá kopa      | 2166 m | 101 m        | 49°12′00″ s. š., 19°43′23″ v. d. | Roháče          | SK      | červená turistická značka                            |
| 9.  | Nižná Bystrá    | 2162 m | 137 m        | 49°10′43″ s. š., 19°49′50″ v. d. | Liptovské Tatry | SK      | neznačeno                                            |
| 10. | Štrbavý         | 2144 m | 030 m        | 49°10′18″ s. š., 19°44′49″ v. d. | Liptovské Tatry | SK      | zelená turistická značka                             |
| 11. | Príslop         | 2142 m | 035 m        | 49°11′34″ s. š., 19°42′35″ v. d. | Roháče          | SK      | zelená turistická značka                             |
| 12. | Hrubý vrch      | 2137 m | 030 m        | 49°11′52″ s. š., 19°47′43″ v. d. | Liptovské Tatry | SK / PL | červená turistická značka · zelená turistická značka |
| 13. | Tri kopy        | 2136 m | 030 m        | 49°11′59″ s. š., 19°43′46″ v. d. | Roháče          | SK      | červená turistická značka                            |
| 14. | Veľká Kamenistá | 2127 m | 335 m        | 49°11′44″ s. š., 19°52′14″ v. d. | Liptovské Tatry | SK / PL | neznačeno                                            |
| 15. | Plačlivé        | 2125 m | 160 m        | 49°11′50″ s. š., 19°44′56″ v. d. | Roháče          | SK      | červená turistická značka · žlutá turistická značka  |
| 16. | Kresanica       | 2122 m | 323 m        | 49°13′54″ s. š., 19°54′37″ v. d. | Červené vrchy   | SK / PL | červená turistická značka                            |
| 17. | Grúň            | 2108 m | 050 m        | 49°11′03″ s. š., 19°50′13″ v. d. | Liptovské Tatry | SK      | neznačeno                                            |
| 18. | Malolučniak     | 2104 m | 067 m        | 49°14′09″ s. š., 19°55′10″ v. d. | Červené vrchy   | SK / PL | červená turistická značka · modrá turistická značka  |
| 19. | Vyšná Magura    | 2095 m | 040 m        | 49°11′10″ s. š., 19°47′46″ v. d. | Liptovské Tatry | SK      | zelená turistická značka                             |
| 20. | Temniak         | 2090 m | 023 m        | 49°13′51″ s. š., 19°54′12″ v. d. | Červené vrchy   | SK / PL | červená turistická značka                            |
| 21. | Ostrý Roháč     | 2088 m | 123 m        | 49°12′01″ s. š., 19°45′28″ v. d. | Roháče          | SK      | červená turistická značka                            |
| 22. | Spálená         | 2083 m | 060 m        | 49°12′26″ s. š., 19°42′24″ v. d. | Roháče          | SK      | červená turistická značka                            |
| 23. | Smrek           | 2072 m | 127 m        | 49°10′58″ s. š., 19°44′53″ v. d. | Liptovské Tatry | SK      | žlutá turistická značka                              |
| 24. | Smrečiny        | 2068 m | 155 m        | 49°12′16″ s. š., 19°52′52″ v. d. | Liptovské Tatry | SK / PL | neznačeno                                            |
| 25. | Volovec         | 2064 m | 153 m        | 49°12′28″ s. š., 19°45′45″ v. d. | Roháče          | SK / PL | červená turistická značka · modrá turistická značka  |
| 26. | Veľká kopa      | 2052 m | 175 m        | 49°12′03″ s. š., 19°58′26″ v. d. | Liptovské kopy  | SK      | neznačeno                                            |
| 27. | Ostredok        | 2050 m | 040 m        | 49°10′42″ s. š., 19°47′37″ v. d. | Liptovské Tatry | SK      | zelená turistická značka                             |
| 28. | Salatín         | 2048 m | 133 m        | 49°12′49″ s. š., 19°41′09″ v. d. | Roháče          | SK      | červená turistická značka · zelená turistická značka |
| 29. | Malý Salatín    | 2046 m | 034 m        | 49°12′44″ s. š., 19°41′18″ v. d. | Roháče          | SK      | červená turistická značka · zelená turistická značka |
| 30. | Malý Baranec    | 2044 m | 010 m        | 49°09′56″ s. š., 19°45′06″ v. d. | Liptovské Tatry | SK      | zelená turistická značka                             |
| 31. | Ježová          | 2043 m | 010 m        | 49°10′11″ s. š., 19°50′05″ v. d. | Liptovské Tatry | SK      | neznačeno                                            |
| 32. | Krížna          | 2039 m | 144 m        | 49°10′53″ s. š., 19°57′38″ v. d. | Liptovské kopy  | SK      | neznačeno                                            |
| 33. | Beskyd          | 2012 m | 060 m        | 49°13′42″ s. š., 19°59′17″ v. d. |                 | SK / PL | červená turistická značka                            |
| 34. | Kondratova kopa | 2004 m | 080 m        | 49°14′11″ s. š., 19°55′56″ v. d. | Červené vrchy   | SK / PL | červená turistická značka · žlutá turistická značka  |